# 沈榮津
沈榮津（1951年7月27日—），中華民國政治人物，生於臺南市新營區，現任總統府資政，曾任經濟部部長兼任行政院國家發展基金管理會副召集人、行政院副院長兼資安長、臺灣金融控股董事長。沈榮津於經濟部任職近40年，早期主要工作於工業局。2017年8月出任代理經濟部部長，9月8日正式出任經濟部部長。2020年6月19日，行政院宣布在原行政院副院長陳其邁辭官投入高雄市市長補選生效後，由經濟部部長沈榮津升任行政院副院長，於6月20日正式交接。

## 早年生平
沈榮津出身臺南市新營區農家，父母親不識字。當時父母囑咐大他17歲的大哥沈榮華替么弟取名，表示這孩子命裡缺水，沈榮華翻遍字典後選了「津」這個字。1963年，沈榮津畢業於新營國小。國小畢業後，沈榮津進入興國中學初中部就讀，成為興國中學創校第二屆學生。
沈榮津自臺灣省立臺南高級工業職業學校畢業後，曾在醫院當過基層電工。民國六十三年（1974年）9月至民國六十七年（1978年）就讀臺灣省立臺北工業專科學校（今國立臺北科技大學），當時沈榮津白天在台北工專實驗室當技術員，晚上上課。為了省錢，沈榮津住在實驗室頂樓樓梯間，每天爬到屋頂水塔旁洗澡。民國六十七年（1978年）6月，自臺北工專電機工程科畢業，民國九十年（2001年）6月獲國立臺北科技大學商業自動化與管理研究所碩士。

## 入公職
民國七十一年（1982年）9月，沈榮津進入經濟部工業局任約聘研究員，一路自技士、技正、科長、簡任技正、副組長、組長升起。進入公務員體系後，沈榮津從工業局基層做起，曾到經濟部中部辦公室擔任主任、經濟部加工出口區管理處處長。歷任經濟部工業局科長、副組長、組長，2004年8月出任工業局副局長，直到2006年3月出任經濟部主任秘書，2006年9月，回任工業局副局長。2012年6月出任工業局局長，直到2014年2月。沈榮津擔任工業局副局長時曾一天連跑15家企業，被稱為「台灣牛」。2014年2月，沈榮津出任經濟部常務次長。民主進步黨重新執政後，2016年5月，沈榮津出任經濟部政務次長。政務次長期間，沈榮津曾於2016年10月兼任中國鋼鐵董事長。

### 經濟部部長

#### 就任
2017年8月15日，全臺發生停電事故，經濟部部長李世光請辭，由時任經濟部次長沈榮津代理。隨著2017年9月8日賴清德內閣成立後，真除並正式擔任經濟部部長，成為繼五任的歸國學人的碩博士部長（前五任的李世光、鄧振中、杜紫軍、張家祝、施顏祥皆為留美）後，首位沒有外國學歷的部長，亦是蔡英文總統任內首任以基層公務員升任的經濟部部長。以台北工專學歷出身的沈榮津，被行政院副院長陳其邁形容為「人家喝紅酒，他是喝米酒頭。」。

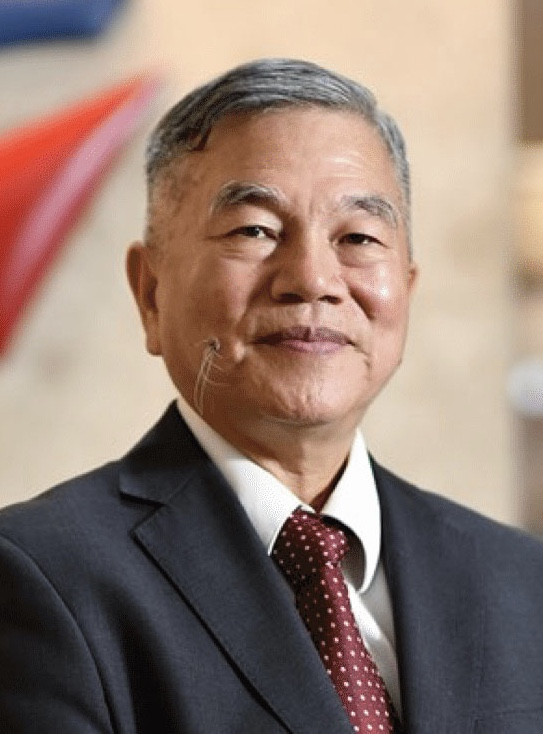
經濟部部長任內官方肖像

總統蔡英文曾說，沈榮津的字典裡沒有「放棄」，當前任經濟部部長李世光因為全台大跳電請辭下台，她要求盤點全台電能，沈回答：「一週後給妳。」在其他閣員認為全台電能盤點若在一個月內完成都該偷笑的情況下，沈榮津僅花了整整7個工作天就盤點完畢，此外沈榮津記性極佳，每次能源總檢討，他能直接拿筆修正台電數字，更要求台電主管每月當面向他報告。
沈榮津能講道地臺灣話，草根性十足的「氣口」，被視為容易與中南部傳產業者打成一片。工具機業者認為沈榮津埋頭苦幹、任勞任怨，常常一通電話致電給沈榮津，他通常毫不猶豫允諾處理，能幫盡量幫。日後當經濟部打算成立「工具機國家隊」、需要業者幫忙時，原本是同業競爭關係的工具機業者們二話不說，全部來到臺北一起打拚。

#### 嚴重特殊傳染性肺炎疫情

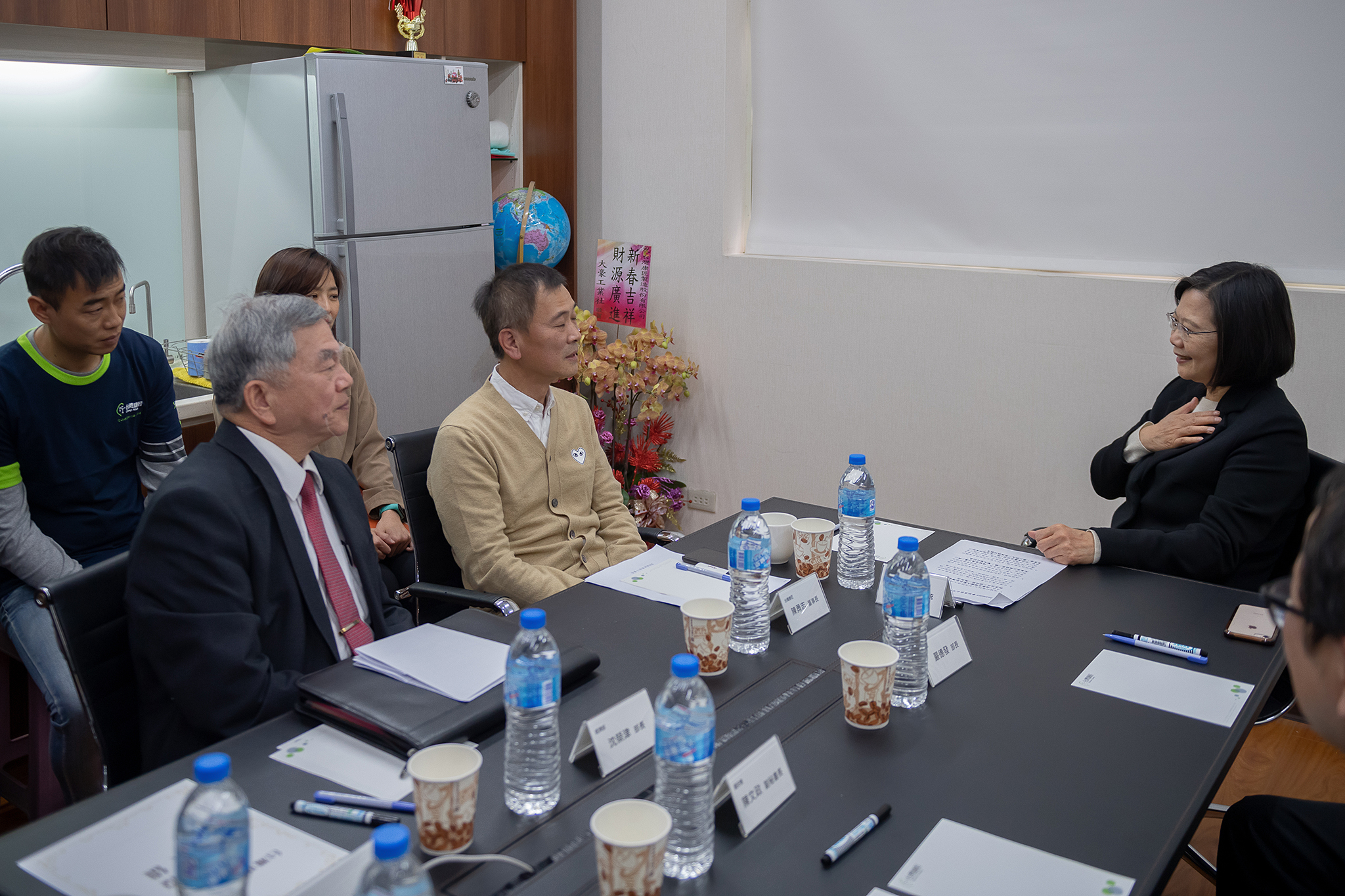
視察組裝工廠的沈榮津部長與總統蔡英文（2020年2月5日）

2020年年初，2019冠状病毒病疫情蔓延全球，各國人民因慌亂造成口罩缺貨，台灣在此之前日產188萬片口罩；因應國內需求，行政院拍板定案，投資新台幣兩億元建置口罩產線，期盼能將口罩產能提升為每日生產1,000萬片。在增加產線實務上，經濟部長沈榮津表示，原本需耗時約半年生產設備，由於兩大生產商得知消息即向德國搶零件，估計3週即可完成產線設置。沈榮津在受命成立口罩國家隊下，在一個月內完成60台口罩機組裝，並在3月底前完成後續32條新增的口罩產線，將口罩產能從原本每日188萬片提升到2,000萬片。
由於沈榮津在疫情中的優異表現，使行政院院長蘇貞昌盛讚沈榮津成立口罩國家隊，「為台灣的口罩供應舖出了一條令人驚嘆的大道」，在這次民眾搶購物資中，找來業者現身說法，化解民眾囤積物資的擔憂，「一個70歲的歐吉桑，逐漸熟悉網路直播，從生澀到熟練，勤於與產業溝通，解決問題」，更稱沈榮津「是我觀察經濟部長卅幾年，從趙耀東部長後，難得見到的好官」。

### 行政院副院長

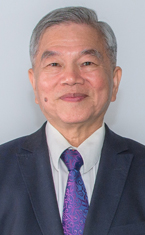
於行政院副院長任內

2020年6月，時任高雄市市長韓國瑜遭到罷免。時任行政院副院長陳其邁因投入高雄市市長補選而向行政院院長蘇貞昌請辭。副閣揆接任人選出現由經濟部部長沈榮津接任、經濟部部長由次長王美花升任的傳聞。被工商團體樂見二人與國家發展委員會主任委員龔明鑫形成「財經鐵三角」，認為對臺灣經濟發展有正向助益。三三企業交流會理事長許勝雄及工商協進會理事長林伯豐，在出席三三會例會時表達正面看法。許勝雄認為副閣揆若能由財經系統的長官來擔任，對臺灣經濟發展將有正面效果；林伯豐則指出，沈榮津在口罩、防疫、台商回流等方面貢獻有目共睹，王美花也促成台灣與菲律賓、越南投保協定更新，二人政績值得誇獎，若人事布局成真，再加上龔明鑫，可望形成財經鐵三角，對台灣經濟有一定幫助。
2020年6月19日，行政院宣布行政院副院長由經濟部部長沈榮津升任，經濟部部長則由王美花接任，隔日正式交接。

### 離開行政院
沈榮津在第二次蘇貞昌內閣總辭後接任台灣金控的董事長，後在2024年4月時入列東元電機的董事候選人。沈榮津因此向財政部請辭台灣金控董事長，辭呈在5月18日時生效。

## 荣誉

### 中华民国勋章奖章
- 一等景星勋章（2023年3月3日于总统府颁授）[13]

## 外部連結
- 行政院副院長 （页面存档备份，存于），行政院全球資訊網。

| 中華民國政府職務 | 中華民國政府職務                                                                      | 中華民國政府職務 |
| ---------------- | ------------------------------------------------------------------------------------- | ---------------- |
| 行政院           |                                                                                       |                  |
| 前任： 李世光    | 經濟部部長 代理，後真除為第三十四任 （由工商部開始起算） 2017年8月15日－2020年6月19日 | 繼任： 王美花    |
| 前任： 陳其邁    | 行政院副院長 第三十八任 2020年6月20日－2023年1月31日                                  | 繼任： 鄭文燦    |